# Olindagorgia
Olindagorgia is een geslacht van neteldieren uit de klasse van de Anthozoa (bloemdieren).

## Soort
- Olindagorgia gracilis (Verrill, 1868)